# Baddeley Devesi
Sir Baddeley Devesi (ur. 16 października 1941 w Guadalcanal, zm. 16 lutego 2012) – polityk Wysp Salomona; pierwszy gubernator generalny kraju, po uzyskaniu niepodległości od 7 lipca 1978 do 7 lipca 1988. Był także ministrem spraw wewnętrznych i dwukrotnie wicepremierem. Tytuł szlachecki otrzymał w 1980.